# بوب فاريل
بوب فاريل (بالإنجليزية: Bob Farrell)‏ هو متحدث تحفيزي أمريكي، ولد في 10 ديسمبر 1927 في بروكلين في الولايات المتحدة، وتوفي في 14 أغسطس 2015 في فانكوفر في الولايات المتحدة.